# Reginald Palmer
Sir Reginald Palmer, né le 15 février 1923 à Boca et mort le 23 mai 2016, est un homme politique grenadien, gouverneur général de 1992 à 1996.